# Tatra (rzeka)
Tatra (est. Tatra jõgi) – rzeka w Estonii, w prowincji Tartu, o długości 12 km i powierzchni dorzecza 39,4 km².